# Perzijski vrtovi
Perzijski vrtovi (perzijski: باغ ایرانی, pairi-daeza, tj. "zatvoren prostor") je tradicionalno oblikovanje vrtova koje potječe iz središnjeg Irana (pokrajina Fars), a koje je snažno utjecalo na dizajn vrtova od Andaluzije do Indije, pa i šire. Zbog toga je devet perzijskih vrtova, u devet različitih iranskih pokrajina, 2011. godine upisano na UNESCO-ov popis mjesta svjetske baštine u Aziji i Oceaniji.
Devet zaštićenih perzijskih vrtova su: Abas Abad, Eram, Šahzade, Akbarije, Pahlavanpur, Dolat Abad, Čehel Sotun, Fin i Golestan. Oni su primjer raznolikosti dizajna perzijskog vrta koji su se prilagodili različitim klimatskim uvjetima zadržavajući načela koja imaju svoje korijene u doba Kira Velikog, u 6. stoljeću prije Krista. Perzijski vrt je vijek podijeljen u četiri dijela s vodom, gdje važnu ulogu igraju sustav za navodnjavanje (kanat i bazeni) i ukrasi. Perzijski vrt je bio koncipiran da simbolizira raj i četiri elementa Zoroastrizma: nebo, zemlju, vodu i biljke. Ovi vrtovi, koji datiraju iz različitih razdoblja od 6. stoljeća prije Krista, također imaju zgrade, paviljone i zidove, kao i sofisticirane sustave za navodnjavanje. Kao takvi, oni su utjecali na umjetnost vrtnog dizajna od Indije do islamske Španjolske.
- Šazdeh vrt, Mahan
- Vrt Golestanskog dvorca, Teheran
- Vrt Fin, Kašan
- Vrt kuće Gavam, Širaz
- Vrt Eram, Širaz

## Vanjske poveznice
- Utjecaj perzijskih vrtova u Indiji  Arhivirana inačica izvorne stranice od 3. siječnja 2012. (Wayback Machine) (engl.)
- Farnoush Tehrāni, The meaning of the Persian garden, na perzijskom jeziku, Jadid Online, 12. studenog 2009., . 
• Audio slideshow:  (5 min 58 sec).